# Єфімов Максим Вікторович
Максим Вікторович Єфімов (нар. 1 листопада 1974, Петропавловськ, Північноказахстанська область) — український політик та промисловець, народний депутат України VIII, IX скл. Віцепрезидент Української асоціації футболу, президент ГО «Федерація футболу Донецької області». Є головою депутатської групи «Відновлення України».
Член Ради з питань підтримки підприємництва — консультативно-дорадчого органу при Президентові України (з 27 червня 2025).

## Життєпис

### Освіта
Закінчив Бернський університет, Донецький державний університет за спеціальністю «фінанси та кредит» та Донецький національний технічний університет за спеціальністю «металургія чорних металів».

### Професійна кар'єра
У 1996 році Максим Єфімов починає працювати в Металургійно-машинобудівній компанії Краматорськ. Одразу обіймає посаду гендиректора.
1997⁣ — ⁣1998 — генеральний директор ТОВ «Краматорська багатогалузева маркетингова компанія».
1998⁣ — ⁣1999 — директор Краматорської школи повітроплавання.
1999 до 2006 року пройшов професійний шлях від заступника директора з комерційних питань до директора ВАТ «Енергомашспецсталь» (м. Краматорськ).
2006 — року призначений генеральним директором ПАТ «Енергомашспецсталь».

### Політична діяльність
У 2007 році Максима Єфімова обрано депутатом міськради в Краматорську за списками Партії Регіонів. Виходить з Партії Регіонів 2 серпня 2014 року та приєднується до «Партії розвитку України».
На парламентських виборах у 2014 році обирається у Верховну Раду VIII скликання як самовисуванець по виборчому округу № 48 (Донецька область). Впродовж каденції входив до складу фракції «Блок Петра Порошенка». Перший заступник голови Комітету з питань промислової політики та підприємництва. Під час роботи в парламенті підписав подання до Конституційного Суду України про скасування законів щодо декомунізації, але пізніше звернувся до КСУ з проханням не враховувати підпис, заявивши, що зробив це помилково.
Переміг на позачергових виборах до Верховної Ради 2019 року в одномандатному окрузі № 48, який охоплює місто Краматорськ, отримавши 54,88 % голосів виборців. Член Комітету Верховної Ради України з питань енергетики та житлово-комунальних послуг. Член депутатської групи «Довіра».
Ініціатор та співавтор Закону України «Про внесення зміни до пункту 24 розділу VI „Прикінцеві та перехідні положення“ Бюджетного кодексу України» щодо перерозподілу видатків місцевих бюджетів тимчасово окупованих територій" . Закон дозволив залучити кошти бюджетів населених пунктів, які розташовані на неконтрольованих територіях, для відновлення пошкоджених (зруйнованих) під час проведення АТО об'єктів інфраструктури Донецької та Луганської областей.
Голосував за проєкт постанови 0901-П «Про скасування рішення Верховної Ради України від 16.01.2020 року про прийняття Закону України „Про повну загальну середню освіту“», закону, який не передбачає існування російськомовних шкіл.
8 грудня 2023 року позбавлений депутатського мандату за власним бажанням, про що прийнята відповідна Постанова Верховної Ради України №3506-IX від 08.12.2023

### Критика
Займався підкупом виборців та неособистим голосуванням. Максим Єфімов у деклараціях за 2015 то 2016 роки не вказав 14 компаній, які зазначив лише у декларації 2017 року — повідомляє проєкт «Декларації».
За даними у ЗМІ, Максим Єфімов допомагає перемогти фірмі з його оточення на тендерах по відбудові Донбасу.

## Особисте життя
Максим Єфімов перебуває у шлюбі. Має трьох дітей.

## Відзнаки та нагороди
- Диплом Донецької облдержадміністрації «Найкращий роботодавець 2006 року»
- Міжнародний приз за видатні досягнення в управлінні підприємством (2006)
- Почесна грамота Донецької ОДА «За вагомий внесок у розвиток Донеччини у зв'язку з 75-річчям» (2007)
- Орден «За заслуги» III ступеня — за особливі досягнення в розвитку вітчизняної промисловості (2009)
- Почесний знак ФПУ «За розвиток соціального партнерства» (2009)